# Милош Данов
Милош Христов Данов е български общественик.

## Биография
Роден е през 1874 г. в град Стара Загора в семейството на Христо Г. Данов. При избухването на Балканската война в 1912 година е доброволец в Македоно-одринското опълчение в 1 рота на 14 воденска дружина. В Първата световна участва като младши офицер и получава орден за храброст. През 1908 г. става помощник-кмет на Пловдив. Два пъти е кмет на Пловдив – първият път между 6 юли 1918 и 29 май 1919 г. като председател на тричленна комисия, а втория път между 6 октомври 1928 и 18 април 1929 г. като председател на седемчленна комисия. Бил е подпредседател на Търговско-индустриалната камара в Пловдив. Премества издателството на баща си в София, където остава да живее. Умира през 1943 в София, но е погребан в Пловдив.